# Giovanni Beltrame

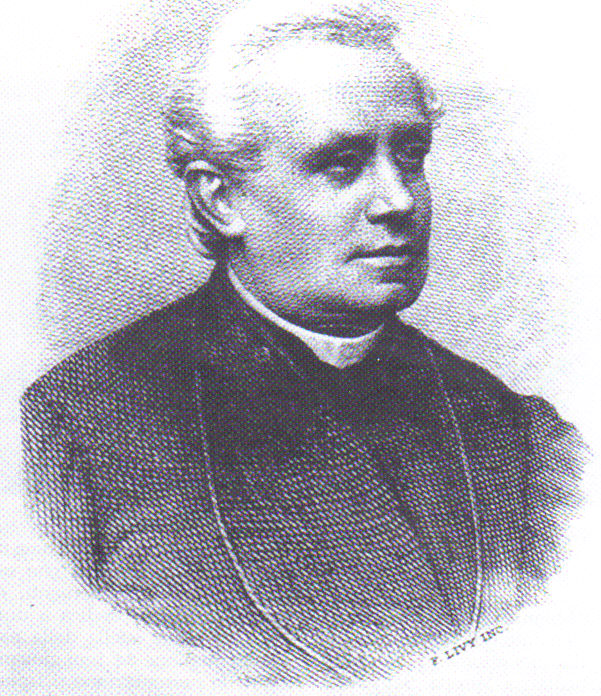
Giovanni Beltrame

Giovanni Beltrame (* 11. November 1824 in Valeggio sul Mincio in Oberitalien; † 1906 in Verona) war ein italienischer Sprachforscher und Afrikareisender.

## Leben
Beltrame ging im Auftrag einer österreichischen Missionsgesellschaft als Missionar 1854 nach Khartum und Fasokl. 1858 zog er mit dem Pro-Vikar Ignacij Knoblehar nach der in der Nähe von Gondokoro neu gegründeten Station Heiligenkreuz am Weißen Nil. 1859 bereiste er den Sohat und kehrte 1862 in die Heimat zurück.

## Werke
- Grammatica della lingua Denka. Rom 1870
- Vocabulario Italiano – Denka e Denka – Italiano. Rom 1880
- Il Sennaar e lo Sciangallah. 2 Bde. Verona und Padua 1879
- Il Fiume bianco e i Denka. Verona 1882
- In Palestina. Florenz 1895

| Personendaten    | Personendaten                                    |
| ---------------- | ------------------------------------------------ |
| NAME             | Beltrame, Giovanni                               |
| KURZBESCHREIBUNG | italienischer Sprachforscher und Afrikareisender |
| GEBURTSDATUM     | 11. November 1824                                |
| GEBURTSORT       | Valeggio sul Mincio in Oberitalien               |
| STERBEDATUM      | 1906                                             |
| STERBEORT        | Verona                                           |